# Pioneer DJM
 (mai 2016).
La série DJM est une gamme de tables de mixage créée dans les années 1990 par Pioneer DJ, comptant plusieurs modèles, comme les modèles 350, 850, 900NXS2, et 2000NXS. 
Les fonctions qui assurent la réputation et le succès de la gamme DJM sont principalement la qualité de traitement du son, la fiabilité de ses modèles et leurs possibilités de création. Chacun des modèles peut aller du basique, avec les fonctions de base (gain, égaliseur, volume, crossfader), au professionnel, incluant diverses façons de mixer des morceaux et de multiples possibilités de remix en direct.
Certains modèles de la gamme DJM sont directement associés à des lecteurs de la gamme CDJ, elle aussi créée par Pioneer DJ.

## Modèles

### DJM-250 et DJM-250MK2
La DJM-250 est la table de mixage deux-voies la plus simple de la marque. En plus de deux lecteurs CD/platines vinyles/entrées ligne, elle autorise le branchement d'un micro et de trois dispositifs auxiliaires. La pré-écoute permet d'écouter au casque les voies sélectionnées ou la sortie générale. Il est possible de raccorder des lecteurs CD compatibles Fader Start, que l'on peut donc mettre en lecture en bougeant simplement le fader de volume. La caractéristique principale de la table reste le filtre bipolaire disponible individuellement sur chaque voie, offrant un filtre passe-bas en tournant à gauche et un filtre passe-haut en tournant à droite.
En 2017, Pioneer dévoile la DJM-250MK2. Ce nouveau modèle garde l'essentiel de sa précédente, si ce n'est qu'elle propose, aussi, un réglage secondaire pour le filtre bipolaire disponible sur chaque voie.

### DJM-350 (associée au lecteur CDJ-350)
La DJM-350 est la première table de mixage deux-voies à permettre l'enregistrement du DJ set directement sur une clé USB (avec la possibilité d’indexer l'enregistrement en pistes séparées). De couleur noire ou blanche, elle possède, en plus des capacités essentielles de la DJM-250, quatre effets applicables directement sur la sortie principale : Gate, Jet, Crush et Filter.
Sur le modèle blanc, les effets Gate et Crush sont remplacés par : Noise et Echo.

### DJM-750 et DJM-750MK2
La DJM-750 permet de mixer quatre voies en utilisant soit des lecteurs CD, soit des platines vinyles/appareils à niveau ligne, soit directement les platines d'un logiciel d'ordinateur (rekorDBox DJ, Serato DJ, etc.). De nouvelles fonctions sont disponibles comme le réglage de l’égaliseur (coupure complète ou pas) et la courbe du fader (exponentielle ou linéaire) et un Fader Start pour les voies 2 et 3. Chacune des quatre voies peut être envoyée du côté gauche du crossfader, du côté droit ou des deux. La pré-écoute peut être séparée en Mono (d'un côté on écoute la sortie générale et de l'autre on écoute les voies sélectionnées) ou combinée en Stéréo. La table intègre deux boîtes à effets indépendantes (Sound Color FX et Beat FX).
La partie Sound Color FX offre quatre effets réglables avec le bouton rotatif : Noise, Jet, Crush et Filter avec un bouton Boost permettant de rajouter différents échos aux effets Sound Color, selon un mouvement plus ou moins rapide du bouton rotatif.
La partie Beat FX comprend treize effets réglables en intensité et temps : Delay, Echo, Spiral, Reverb, Trans, Filter, Flanger, Phaser, Robot, Vinyl Brake, Slip Roll, Roll et Rev Roll avec une option Send-Return (pour brancher un générateur d'effets externe). Chaque effet peut être appliqué sur une des quatre voies, sur le micro, sur un des côtés du crossfader ou directement sur la sortie générale. Si la table ne peut pas définir correctement le tempo de la musique, il est possible d'indiquer le tempo avec le bouton Tap.
En 2017, la DJM-750 se fait rejoindre par la DJM-750MK2. Elle possède plusieurs caractéristiques qui font le succès d'autres modèles de la gamme DJM (900NXS2 notamment). comme le Magvel Fader, une carte-son haute qualité et des nouveaux effets dans les deux boîtes à effets.
La partie Sound Color FX offre, désormais, les effets : Dub Echo, Sweep, Noise et Filter avec un bouton rotatif Parameter pour contrôler un paramètre secondaire pour chaque effet.
La partie Beat FX offre les effets : Delay, Echo, Ping Pong, Spiral, Reverb, Trans, Flanger, Pitch, Roll, Vinyl Brake et Helix avec, approximativement, les mêmes options que l'on peut retrouver sur la DJM-900NXS2.

### DJM-850
La DJM-850 est l'évolution de la DJM-800. Elle permet de brancher deux micros indépendants à la fois et comporte une option Talk Over : le son des quatre voies est affaibli pendant que le DJ parle au micro. Toutes les voies bénéficient désormais d'un Fader Start et les quatre effets Sound Color FX peuvent être réglés différemment sur chaque voie : Noise, Gate, Crush et Filter.
Le nouveau bouton Beat sur chaque voie permet de faire agir l'effet en fonction du rythme de la musique.
La partie Beat FX comprend treize effets réglables en intensité et temps : Delay, Echo, Up Echo, Spiral, Reverb, Trans, Filter, Flanger, Phaser, Robot, Slip Roll, Roll et Rev Roll avec une option Send-Return (pour brancher un générateur d'effets externe).

### DJM-900
Existe sous trois formes : NXS, SRT et NXS2.

#### DJM-900NXS

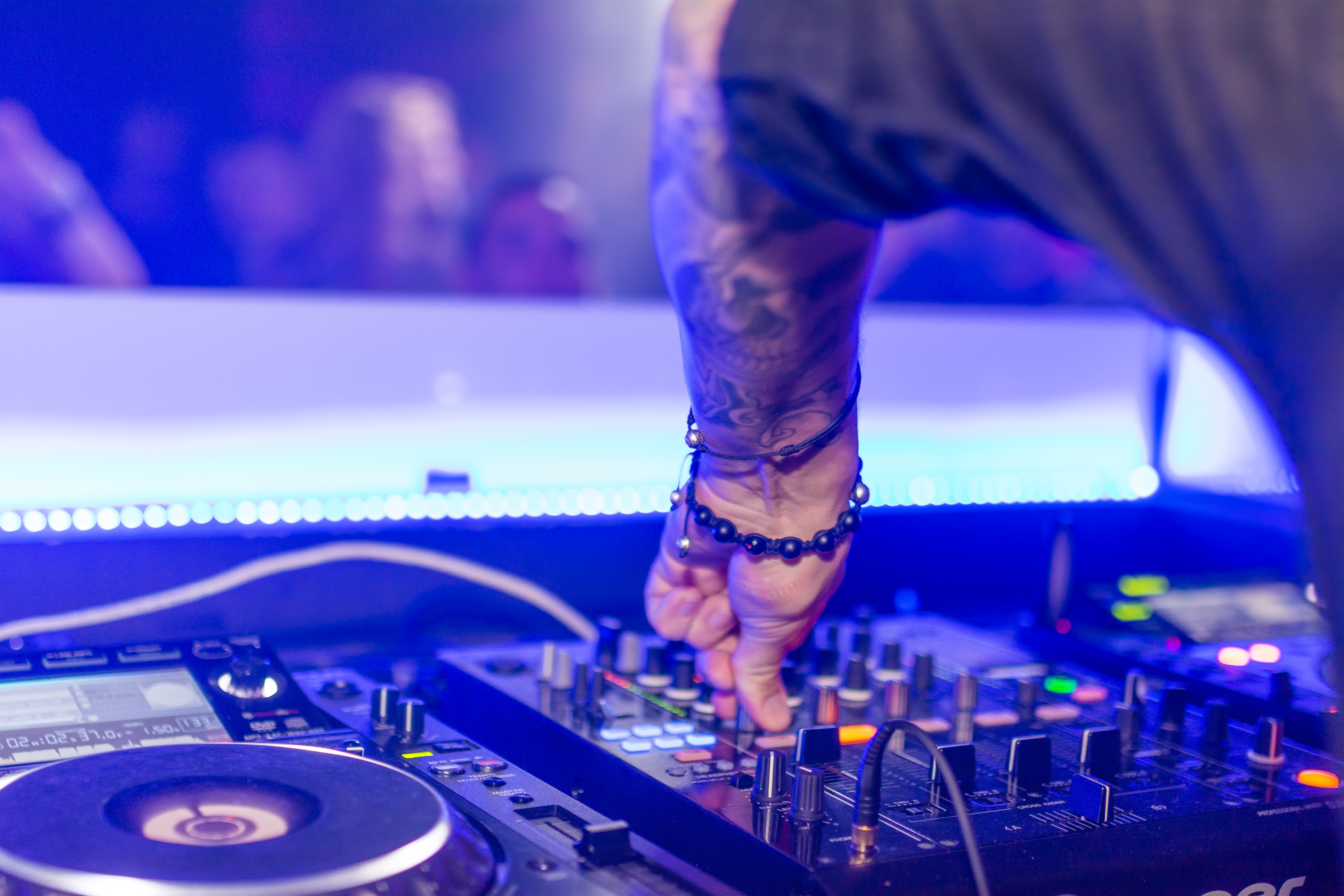
Un DJ utilise une DJM-900 nexus en 2015.

La DJM-900NXS est certifiée Traktor avec sa carte-son 24-bit/96 kHz. Chaque voie autorise le branchement d'un lecteur CD, appareil à sortie digitale, appareil à niveau ligne (double pour les voies 2 et 3), platine vinyle (voies 1 et 4) ou une platine d'un logiciel d'ordinateur. Si un ordinateur est branché à la table en ProDJLink, le bouton Cue dans la zone Link permet de pré-écouter la musique qui se trouve dans le lecteur du logiciel rekorDBox installé sur l'ordinateur. La prise Ethernet permet de brancher un routeur sur lequel on aura préalablement branché tous les lecteurs CDJ et ordinateurs
Les six effets Sound Color FX sont : Space, Dub Echo, Gate/Compressor, Noise, Crush et Filter.
La partie Beat FX comprend treize effets réglables en intensité et temps : Delay, Echo, Spiral, Reverb, Trans, Filter, Flanger, Phaser, Robot, Melodic, Slip Roll, Roll et Rev Roll avec une option Send-Return (pour brancher un générateur d'effets externe) et une option MIDI LFO (pour que le générateur d'effets externe suive le tempo indiqué sur la table). Le nouveau bouton Quantize permet à la DJM-900NXS de s'aider des beatgrids des morceaux en lecture pour synchroniser les effets sur la musique de façon optimale. Le réglage X-Pad offre plus de contrôle intuitif sur les effets grâce au bandeau tactile integré.

#### DJM-900SRT
La DJM-900SRT comprend les mêmes capacités que la DJM-900NXS, mais est certifiée Serato. Aussi chaque voie autorise, de façon égale, le branchement d'un lecteur CD, appareil à sortie digitale, appareil à niveau ligne, platine vinyle ou une platine d'un logiciel d'ordinateur. Les tout nouveaux faders sont équipés de la technologie P-Lock (permettant d'éviter que les faders se détachent) et le crossfader emprunte la technologie Magvel Fader lui permettant de résister à dix millions d'opérations.

#### DJM-900NXS2 (associée au lecteur CDJ-2000NXS2)

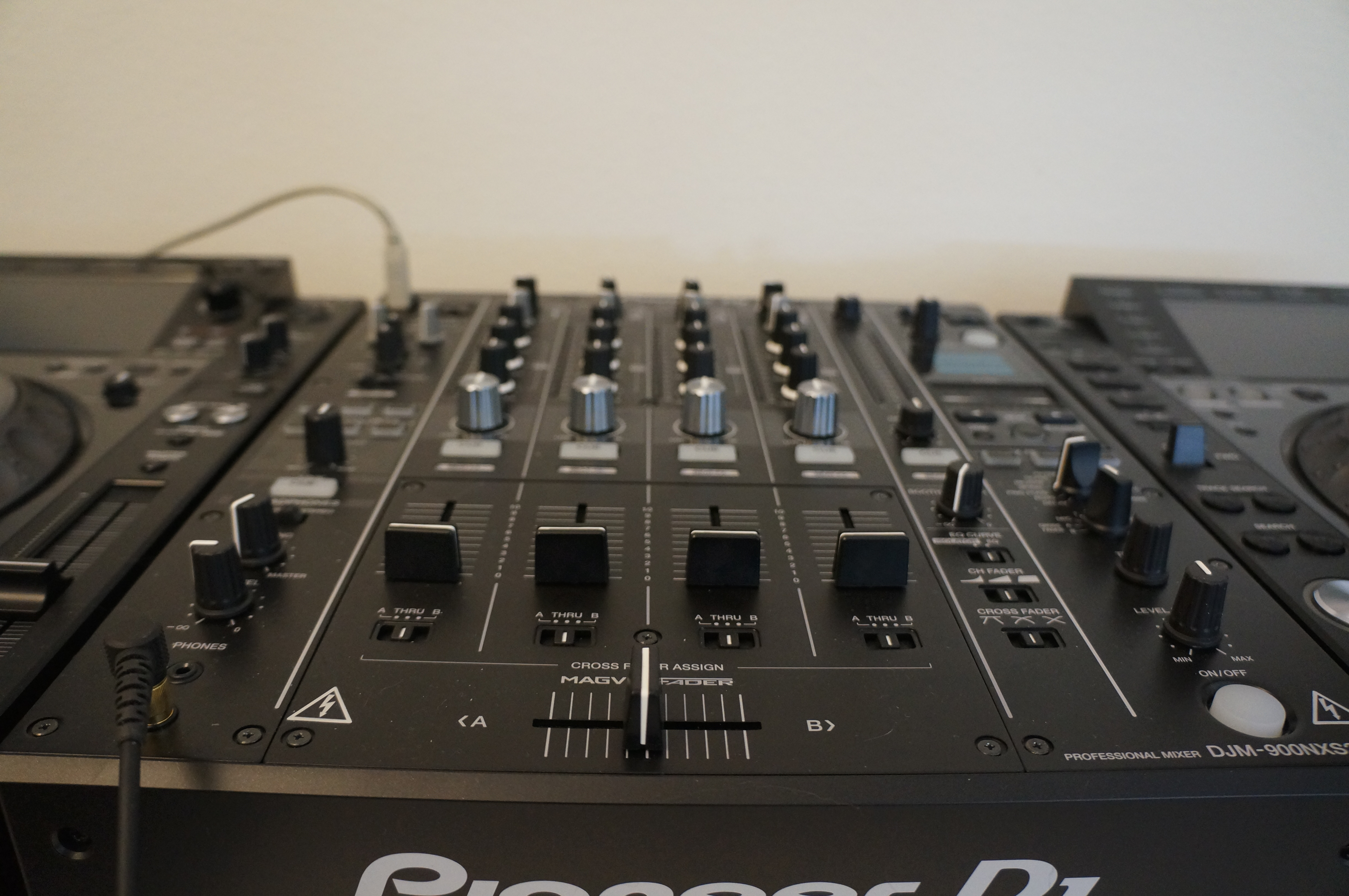
Une DJM-900NXS2 avec deux lecteurs CDJ-2000NXS2.

La DJM-900NXS2 est l'évolution de la DJM-900NXS et est certifiée rekorDBox DJ. Chaque voie autorise, de façon égale, le branchement d'un appareil à sortie digitale, appareil à niveau ligne, platine vinyle, une platine d'un de deux logiciels d'ordinateur et peut servir de retour auxiliaire. Un indicateur Clip est désormais présent pour indiquer si le signal sonore est trop haut. Deux logiciels DJ peuvent être contrôlés à la fois grâce aux deux cartes-son 24-bit/96 kHz incluses. Le réglage de courbe du fader passe de double à triple : exponentielle, scratch ou linéaire. La partie Send-Return est devenue indépendante, acceptant un générateur d'effets connecté en Jack 6,35 ou un smartphone/tablette en USB avec une application lancée, le son traité pouvant être acheminé directement vers la sortie générale ou l'une des quatre voies (voir ci-dessus). La prise casque Jack 6,35 est maintenant accompagné d'une prise casque Jack 3,5.
Les six effets Sound Color FX sont : Space, Dub Echo, Sweep, Noise, Crush et Filter avec un bouton Parameter pour contrôler des paramètres secondaires.
La partie Beat FX comprend quatorze effets réglables en intensité et temps et sont assignables sur une, deux ou trois bandes de fréquences (HI, MID, LOW) : Delay, Echo, Ping Pong, Spiral, Reverb, Trans, Filter, Flanger, Phaser, Pitch, Slip Roll, Roll, Vinyl Brake  et Helix.
Le bouton Quantize permet à la DJM-900NXS2 de s'aider des beatgrids des morceaux en lecture pour synchroniser les effets sur la musique de façon optimale. Le réglage X-Pad offre plus de contrôle intuitif sur les effets par l'intermédiaire d'un écran tactile comprenant un rail linéaire et huit boutons de temps pour changer rapidement les paramètres de l'effet. Finalement, l'indicateur Beat FX sur chaque voie permet de voir rapidement quelle(s) voie(s) est(sont) concernée(s) par l'effet.

### DJM-2000NXS (associée au lecteur CDJ-2000NXS)

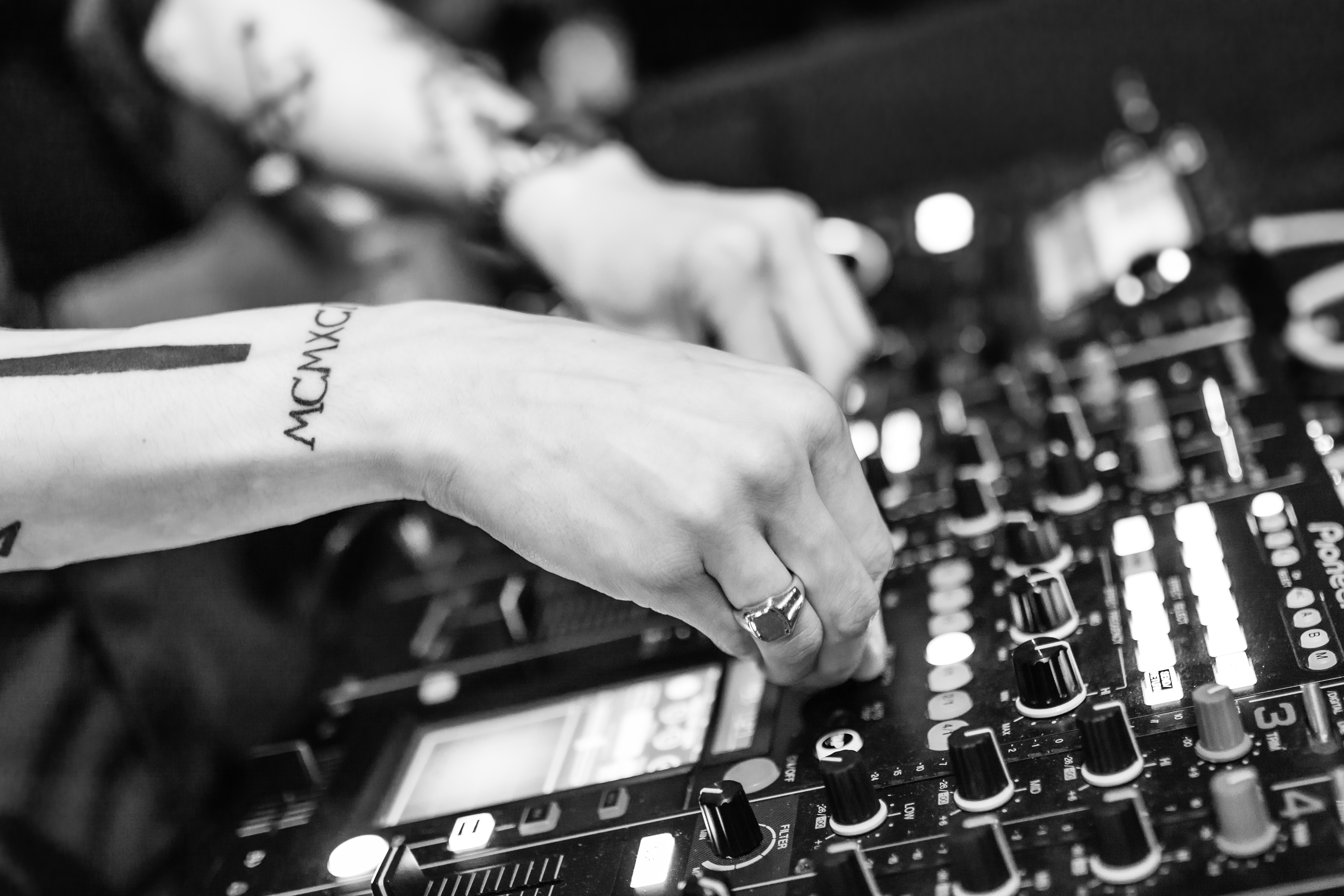
Un DJ utilise une DJM-2000 en 2015.

La DJM-2000NXS, table de mixage de référence chez Pioneer DJ, reprend l'essentiel de la précédente DJM-2000. Chaque voie permet de brancher un lecteur CD, un appareil à sortie digitale ou la platine d'un logiciel d'ordinateur, avec possibilité de brancher une platine vinyle sur les voies 1 et 4 et un appareil à entrée ligne sur les voies 2 et 3. La DJM-2000NXS inclut son propre routeur permettant le branchement, en Ethernet, de quatre lecteurs CDJ et deux ordinateurs.
Six effets Color sont disponibles : Noise, Zip, Crush, Jet, Hipass Filter et'Lowpass Filter avec un bouton rotatif Parameter pour contrôler un paramètre secondaire pour chaque effet.
La partie Beat FX comprend onze effets réglables en intensité et temps avec la possibilité de régler leur intensité sur chaque bande de fréquences (HI, MID, LOW) : Delay, Multitap Delay, Roll, Rev Roll, Trans, Gate, Echo, Reverb, Slip Roll, Filter et Phaser avec une option Send-Return (pour brancher un générateur d'effets externe). L'option Quantize dans le menu de customisation permet à la DJM-2000NXS de s'aider des beatgrids des morceaux en lecture pour synchroniser les effets sur la musique de façon optimale. La table offre un contrôle plus intuitif des effets grâce aux sept touches de temps disponibles et à l'écran tactile 5,8 pouces intégré.
L'écran Status Information indique quels lecteurs sont en mode Fader Start, en mode Link, en mode Sync et quel est l'appareil Sync Master.
L'écran tactile permet de bénéficier de plusieurs outils permettant de mixer des morceaux et de les remixer en direct :
- Sidechain : Un effet est déclenché sur le son d'un canal dès qu'une ou plusieurs bandes de fréquences spécifiques sont détectées sur un autre canal.
- Beat Slicer : Un passage musical est enregistré sur la table, envoyé sur une voie quelconque et peut être bouclé et rebouclé plusieurs fois.
- Frequency Mix : Le son des deux voies choisies est réparti sur sept bandes de fréquences qui peuvent être mixées indépendamment les unes des autres.
- MIDI : Du contrôle MIDI supplémentaire est rajouté sur l'écran tactile, en plus des boutons physiques de la table.
- Live Sampler : Permet de capturer un échantillon sonore de 8 secondes et de l'envoyer et remixer sur un lecteur CDJ.

Le Sync Master, associé aux beatgrids de rekorDBox, permet de gérer la communication entre les lecteurs CDJ et la DJM-2000NXS : n'importe lequel de ces appareils (table et lecteurs) peut être choisi pour être l'appareil Master et il est possible de choisir quels sont les lecteurs qui devront suivre l'appareil Master.

### DJM-Tour 1 (associée au lecteur CDJ-Tour 1)
La DJM-Tour 1, évolution de la DJM-900NXS2, est conçue pour les grands festivals. La nouveauté principale est la présence d'un écran tactile 13 pouces donnant accès à plusieurs informations importantes : l'état de lecture des morceaux sur les lecteurs, bien comme la forme d'onde de chaque morceau, avec aussi une section Historique. Une section de pré-écoute secondaire fait son apparition, permettant à deux DJs de faire des pré-écoutes différentes l'une de l'autre. Cinq prises Ethernet plus robustes permettent de brancher cinq lecteurs CDJ ou ordinateurs et partager la musique d'une même source. Est également disponible une fonction permettant de partager sur le réseau social Kuvo les infos concernant les morceaux joués en temps réel. C'est aussi la première table de mixage à inclure une entrée Word Clock pour bénéficier d'une synchronisation parfaite. Et sa toute nouvelle sortie numérique lui permet de transmettre le son directement aux systèmes de diffusion sans perte de qualité sonore

### DJM-450
La DJM-450 combine les possibilités de la DJM-9000NXS2 et la compacité de la DJM-350. Sur chacune des deux voies peut être branchée un appareil à entrée ligne, une platine vinyle ou la platine d'un logiciel d'ordinateur. Les nouveautés par rapport à la DJM-350 sont l'ajout de huit Beat FX assignables sur une des deux voies, sur le micro, sur un des côtés du crossfader ou directement sur la sortie générale : Delay, Echo, Spiral, Reverb, Trans, Flanger, Pitch et Roll tandis que les Sound Color FX sont : Dub Echo, Sweep, Noise et Filter avec un bouton rotatif Parameter pour contrôler un paramètre secondaire pour chaque effet. D'autres fonctions héritées de la DJM-900NXS2 sont le crossfader Magvel Fader avec triple réglage de courbe et mode Reverse et une zone Send-Return indépendante acceptant un générateur d'effets externe ou un smartphone/tablette avec une application.

### DJM-S9
La DJM-S9 est associée au logiciel Serato DJ (conçu par Serato (en)). Cette table deux-voies permet néanmoins de mixer depuis douze sources différentes (platine 1 ou 3 d'un ordinateur A/platine vinyle/appareil à entrée ligne/platine 1 ou 3 d'un ordinateur B pour la voie 1 et platine 2 ou 4 d'un ordinateur A/platine vinyle/appareil à entrée ligne/platine 2 ou 4 d'un ordinateur B pour la voie 2). Le micro dispose désormais de son propre effet Echo. La table incorpore des faders P-Lock, avec réglage de courbe pour chacun, et un crossfader Magvel Fader avec réglages de courbe et d'accroche. Est présente une option Reverse, qui permet de scratcher en mode hamster (la platine droite se retrouve à gauche du crossfader et viceversa). Un filtre bipolaire est présent sur chaque voie mais il est également possible de le permuter avec un autre effet : Dub Echo, Filter, Noise, Pitch et Wide Filter.
Les seize pads multicolores permettent de déclencher, sur Serato DJ, des points de repère (Hot Cues), des boucles (Loops), des échantillons sonores (Samples) et mettre en œuvre la fonction Slicer, à la façon d'un contrôleur DJ classique. La DJM-S9 contient deux boîtes à effets, l'une étant associée aux treize effets Beat inclus dans la table (dont six préréglés) : Delay, Echo, Spiral, Reverb, Trans, Flanger, Phaser, Roll, Backspin, Vinyl Brake, Hipass Filter, Lowpass Filter et Fader Synth (Sine, Sawtooth et Square).
La deuxième boîte à effets est associée aux effets disponibles sur Serato DJ.

### DJM-4000 (associée au lecteur MEP-4000)
La DJM-4000 est une table de mixage quatre voies au format 19 pouces. Elle est seulement disponible en Amérique du Sud, Afrique et Asie.

### DJM-V10
La DJM-V10 est, avec la DJM-1000, la seule table de mixage Pioneer DJ à être dotée de six voies. Chaque voie peut servir à contrôler les platines d'un logiciel d'ordinateur, brancher un appareil à sortie digital/appareil à sortie ligne/platine vinyle (voies 1, 3, 4 et 6) ou servir de retour auxiliaire. Un compresseur est présent sur chaque voie, permettant de renforcer le volume de certaines musiques non-masterisées. L'egaliseur se compose désormais de quatre bandes de fréquences : Hi, Hi-Mid, Low-Mid et Low, avec coupure totale sur les bandes Hi et Low. 
L'effet Filter possède son propre bouton de contrôle sur chaque voie (y compris pour le Master) et est utilisable de deux façons : passe-bas et passe-haut. Sont présents quatre Built-In FX : Short Delay, Long Delay, Dub Echo et Reverb. Ces effets sont réglables en intensité, temps et tonalité et peuvent être associés avec deux générateurs d'effets externes. La partie Beat FX comprend quatorze effets réglables en intensité et temps et sont assignables sur une, deux ou trois bandes de fréquences (HI, MID, LOW) : Delay, Echo, Ping Pong, Spiral, Helix, Reverb, Shimmer, Flanger, Phaser, Filter, Trans, Roll, Pitch et Vinyl Brake.
Le bouton Quantize permet à la DJM-V10 de s'aider des beatgrids des morceaux en lecture pour synchroniser les effets sur la musique de façon optimale. Le réglage X-Pad offre plus de contrôle intuitif sur les effets par l'intermédiaire d'un écran tactile comprenant un paramètre propre à chaque effet. Finalement, l'indicateur Beat FX sur chaque voie permet de voir rapidement quelle voie est concernée par l'effet.
La DJM-V10 contient deux parties Pré-écoute, permettant à deux DJs de faire des pré-écoutes différentes.
Le protocole ProDJLink est étendu et est compatible ShowKontrol : les producteurs techniques, light-jockeys et video-jockeys peuvent connaître la positions des faders et boutons pour synchroniser les lumières et les vidéos sur le son de façon optimale. Finalement, la voie Master voit l'apparition de son propre egaliseur trois-bandes à coupure totale, permettant de contrôler toute la sortie générale d'un seul coup.

## Anciens modèles

### DJM-800
La DJM-800, sortie en 2006, fut l'une des tables de mixage de référence chez Pioneer DJ. Avant de céder sa place à la DJM-900NXS en 2011, certains de ses aspects furent repris dans un tout nouveau modèle de table de mixage audiovisuel développé par Pioneer DJ, la SVM-1000.